# Siecino (jezioro)
Siecino – jezioro na Pojezierzu Drawskim, położone w województwie zachodniopomorskim, w powiecie drawskim, w gminie Złocieniec.
Wody jeziora zaliczane są do I klasy czystości. Długość linii brzegowej: 23 km, powierzchnia: 729,7 ha, głębokość do 44,3m w najgłębszym punkcie.
Przez Siecino przepływa rzeka Rakoń. Na jeziorze są dwie wyspy: Ostrów (30 ha, połączone groblą z brzegiem) i Kępa (18 ha). Na obydwu wyspach planuje się utworzenie rezerwatu leśno-florystycznego. Na wodach jeziora obowiązuje strefa ciszy i zakaz używania silników spalinowych. Można na nim spotkać m.in. kormorany, tracze i gągoły. Z ryb dominuje sielawa europejska, w dużych ilościach występują także szczupak pospolity, leszcz, lin, i okoń.
Wokół jeziora prowadzi niebieski szlak rowerowy o długości 38,9 km. Nad jeziorem Siecino od lat organizowany jest doroczny zlot motocyklowy miasta Złocieniec. Siecino to jedno z najczęściej wybieranych przez nurków polskich jezior: doskonałe warunki do nurkowania.
Nad Siecinem wyznaczono 2 letnie kąpieliska śródlądowe:
- plaża „Gęsia Łączka” – wschodnia część jeziora we wsi Cieszyno,
- plaża na „Wyspie Ostrów” – zachodnia część wyspy.

W sezonie 2013 r. sezon kąpielowy obejmował okres od 1 lipca do 31 sierpnia.